# Trip (geslacht)

Familiewapen van Trip

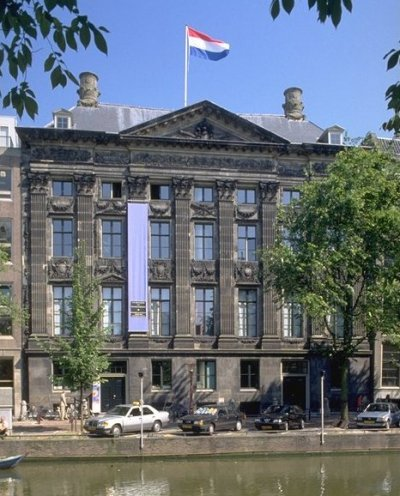
Het Trippenhuis in Amsterdam

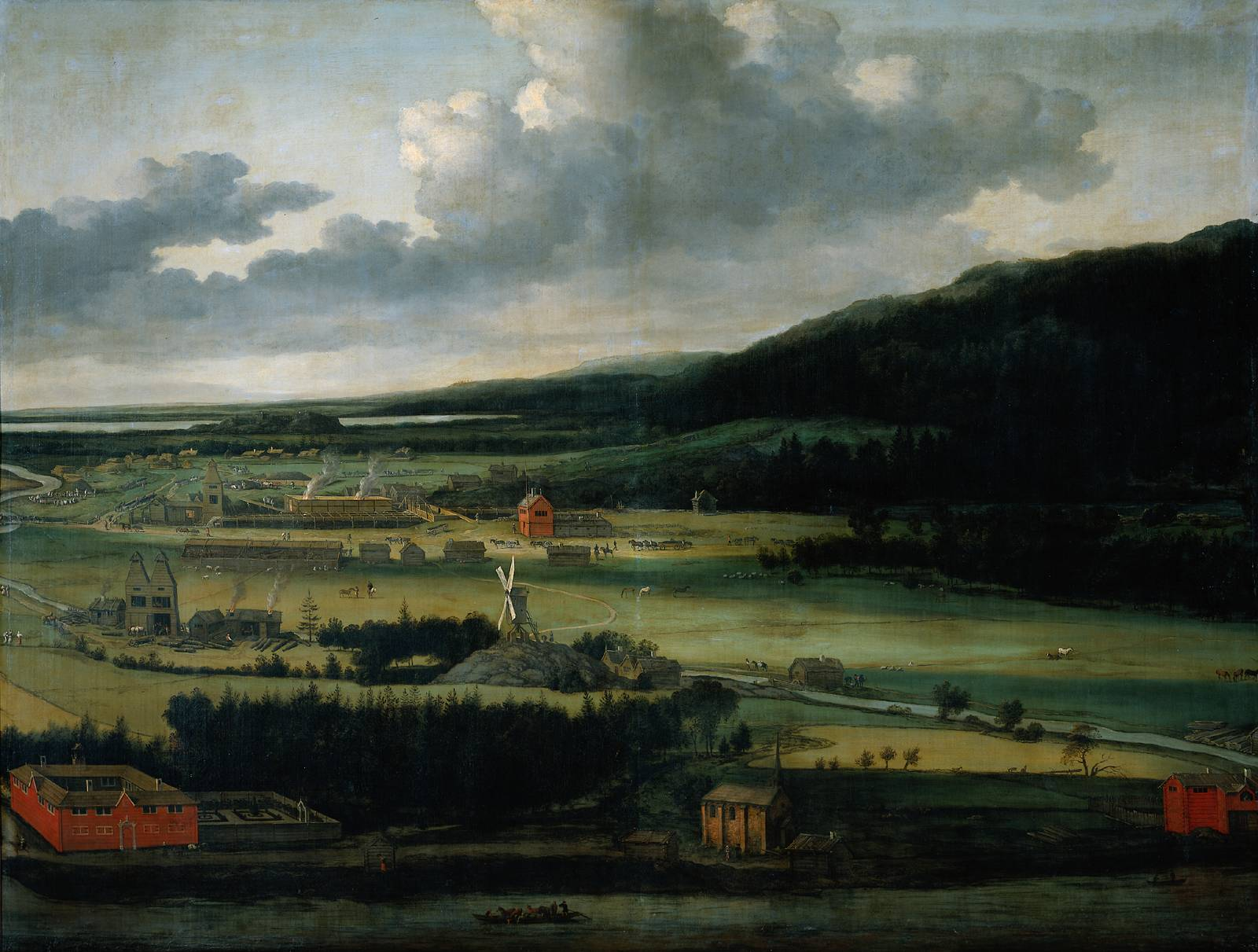
De geschutgieterij Julita Bruk van de familie Trip door Allart van Everdingen

Trip (ook: Trip van Zoudtland, Laman Trip, Sibenius Trip en Van Vierssen Trip) is een Nederlands geslacht van kooplieden die in de 17e en 18e eeuw tot de Amsterdamse regentenklasse ging behoren en waarvan takken begin 19e eeuw in de Nederlandse adel werden opgenomen.

## Geschiedenis
De stamreeks begint met Gerrit Jansz. Trip die zich in 1495 in Zaltbommel vestigde. Via Emmerik en Dordrecht kwam een aantal leden in Amsterdam terecht.
Twee achterkleinzonen van Gerrit Jansz. Trip, de gebroeders Elias (1570-1636) en Jacob Trip (1576-1661), vestigden zich vanuit Dordrecht in Amsterdam en vormden in 1634 een handelsfirma die haar fortuin maakte met onder andere wapenhandel. Ook waren de Trippen betrokken bij de ijzerhandel en legden zich toe op het vervoer van Zweeds koper uit de mijnen die werden geëxploiteerd door Louis de Geer.
In de 17e eeuw gingen leden van het geslacht onderdeel uitmaken van het Amsterdamse regentenpatriciaat en verwierf de familie een vooraanstaande plaats te midden van het Amsterdamse en Hollandse regentenpatriciaat. Het paleisachtige Trippenhuis werd in 1660-1662 gebouwd voor Louis of Lodewijk (1605-1684) en Hendrick Trip (1607-1666), zonen van Jacob Trip. Het gebouw bleef tot begin 19e eeuw in handen van de familie Trip. Hierna deed het onder meer dienst als onderkomen van het Rijksmuseum.
Na 1800 raakte de Amsterdamse familie bijna uitgestorven.
In 1815 werd Jean Louis Trip van Zoudtland (1750-1822) benoemd in de ridderschap van Brabant waardoor hij en zijn nakomelingen tot de Nederlandse adel gingen behoren en zij het predicaat jonkheer en jonkvrouw mochten gaan voeren. In 1817 en 1818 werden twee leden van de familie verheven in de Nederlandse adel. Niet-adellijke takken werden in 1963 vermeld in het Nederland's Patriciaat.

## Telgen

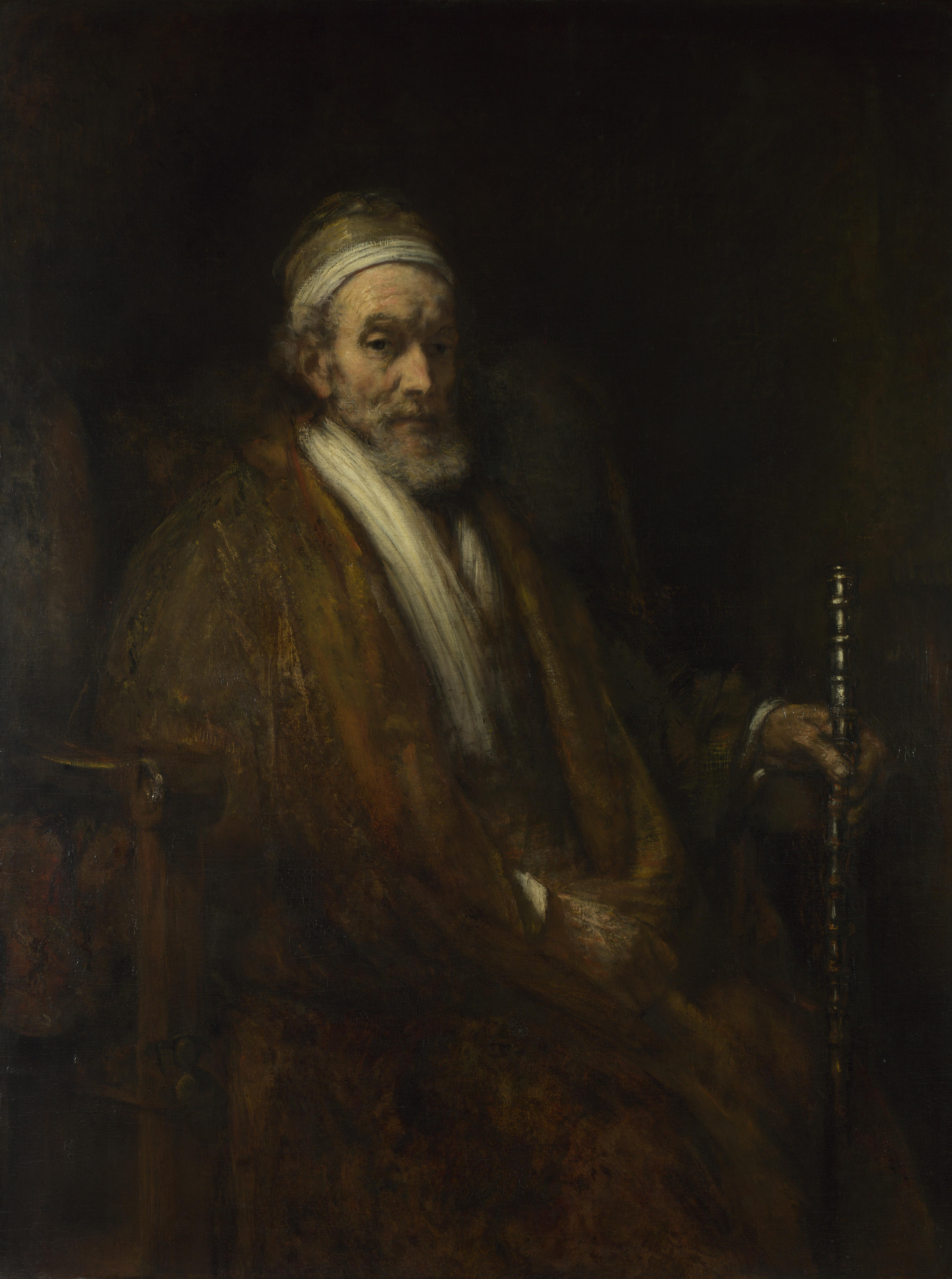
Jacob Trip (1575-1661) door Rembrandt

Jacob Trip, de vader van Louis en Hendrik (op 84-jarige leeftijd?) door Nicolaes Maes

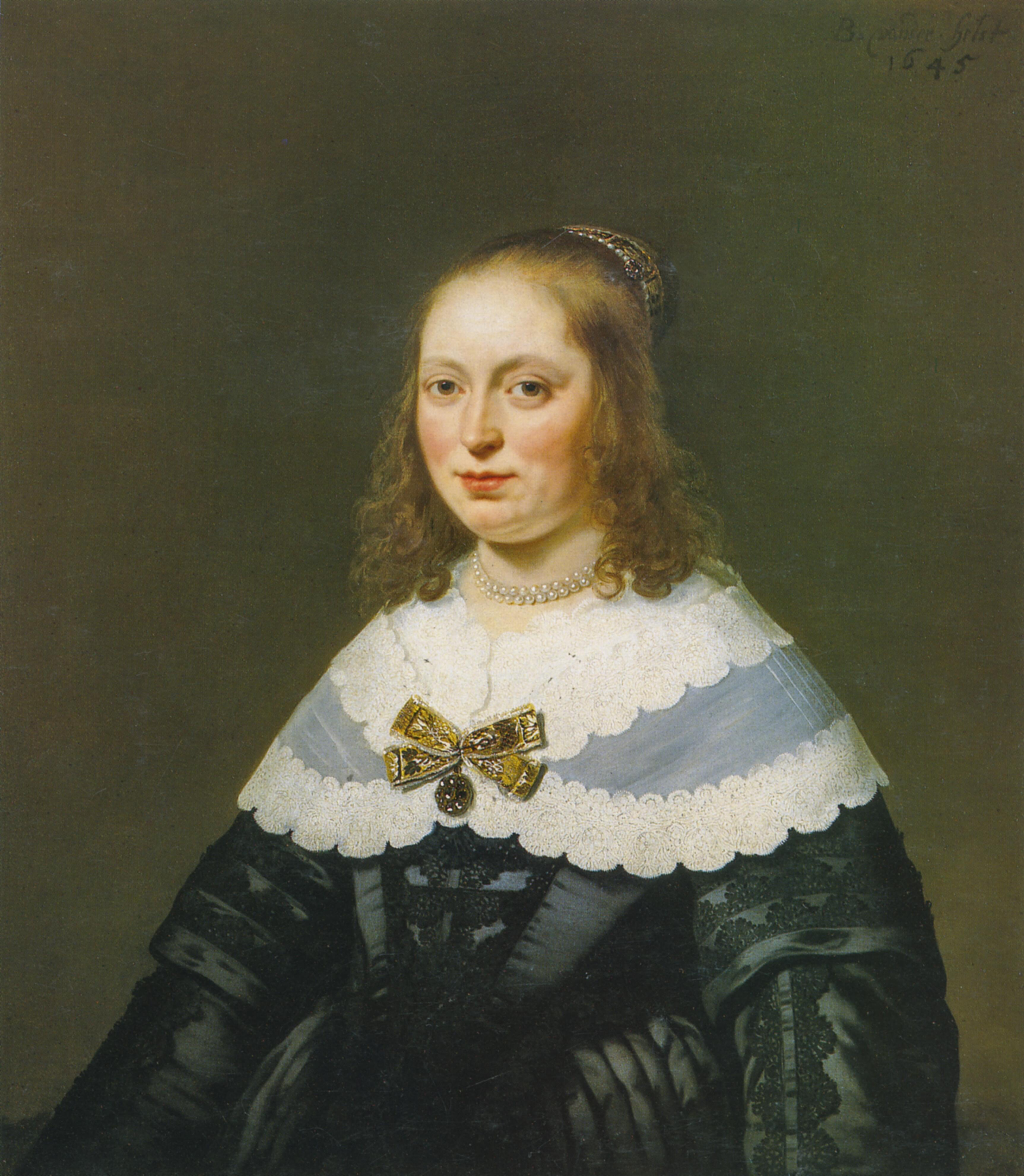
Portret van Sophia Trip, echtgenote van Johannes Coymans, door Bartholomeus van der Helst (1645)

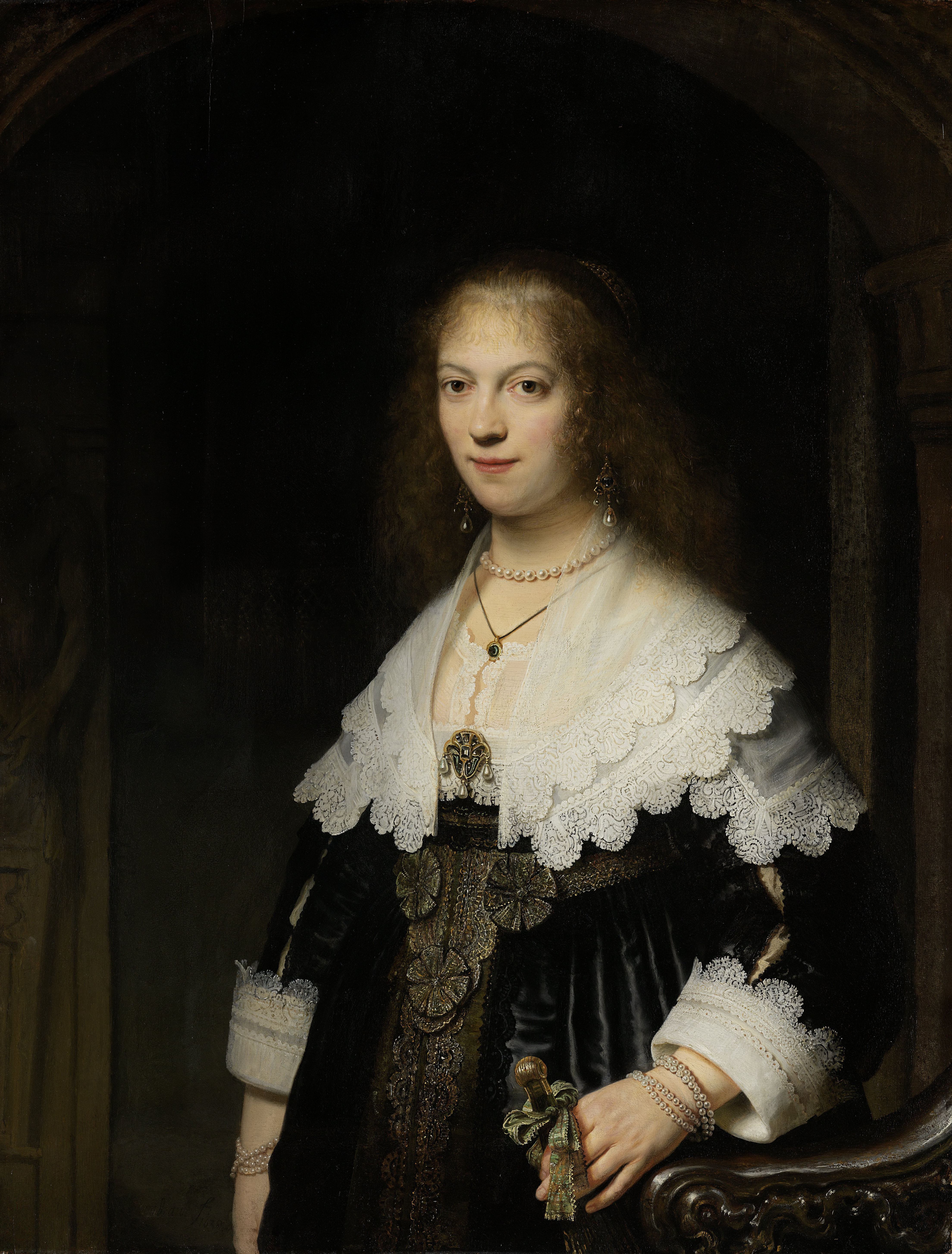
Maria Trip door Rembrandt

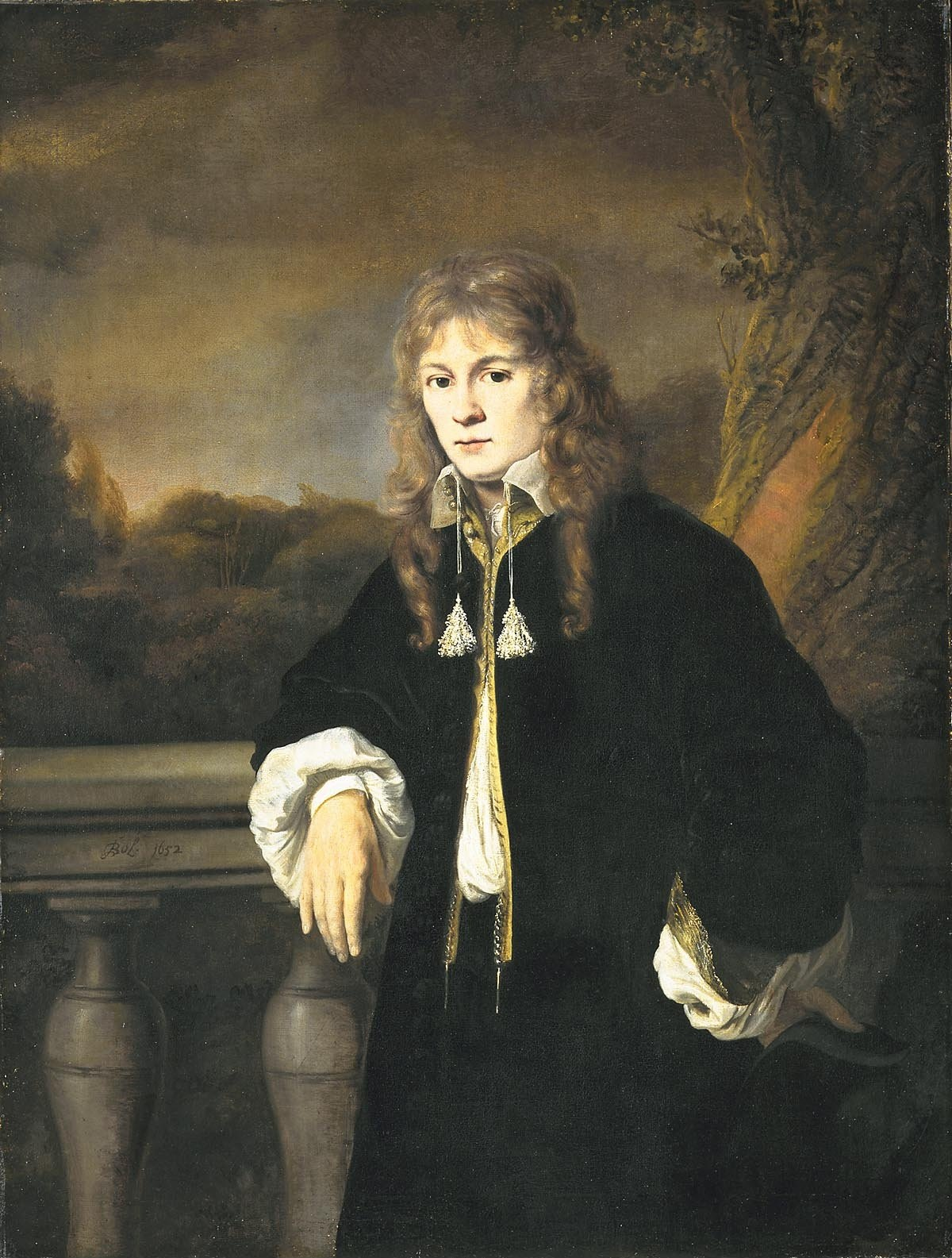
Portret van een jonge man, waarschijnlijk Louis Trip (1638-1655), door Ferdinand Bol

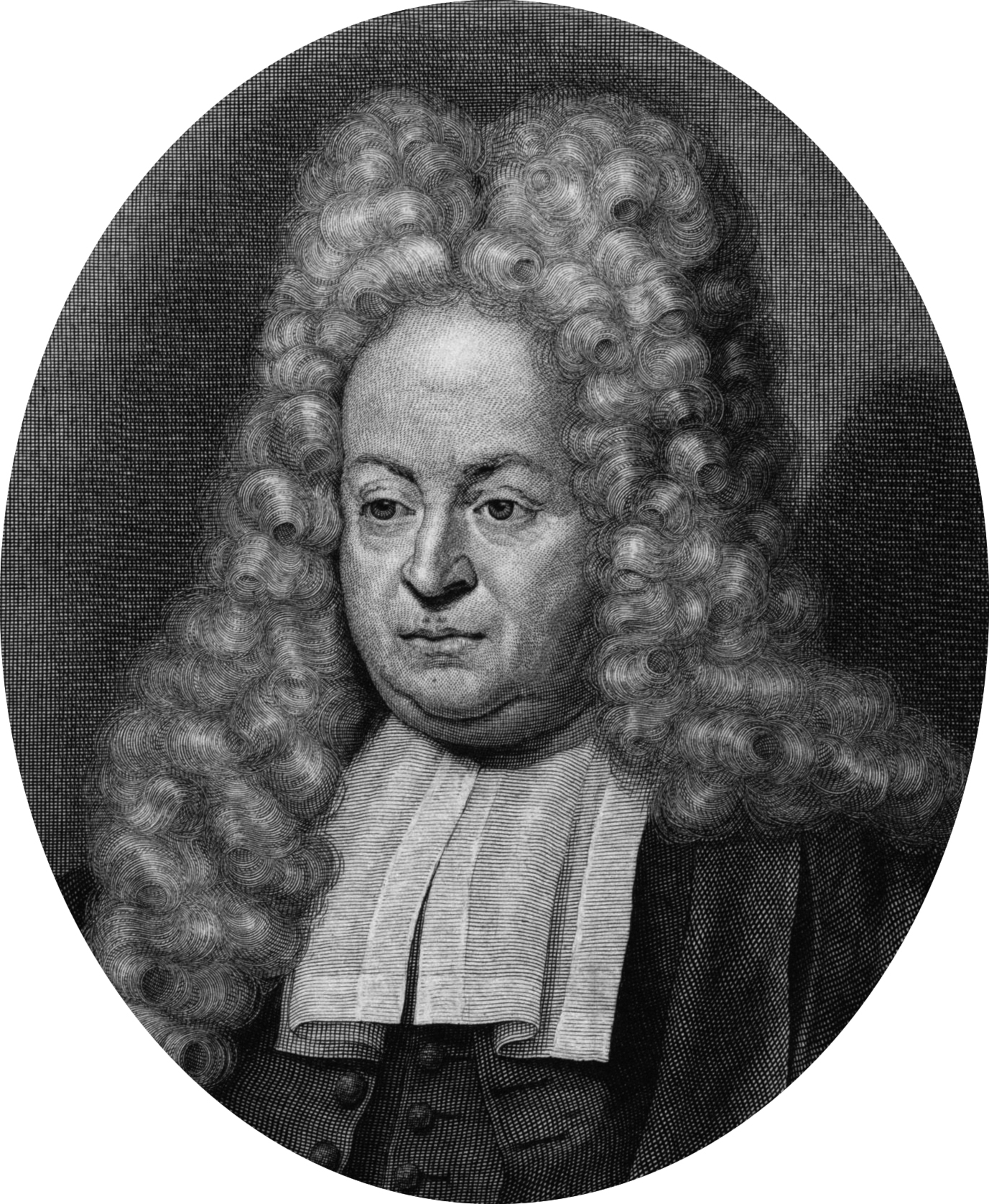
Jan Trip (1664-1732) geportretteerd door Pieter van Gunst

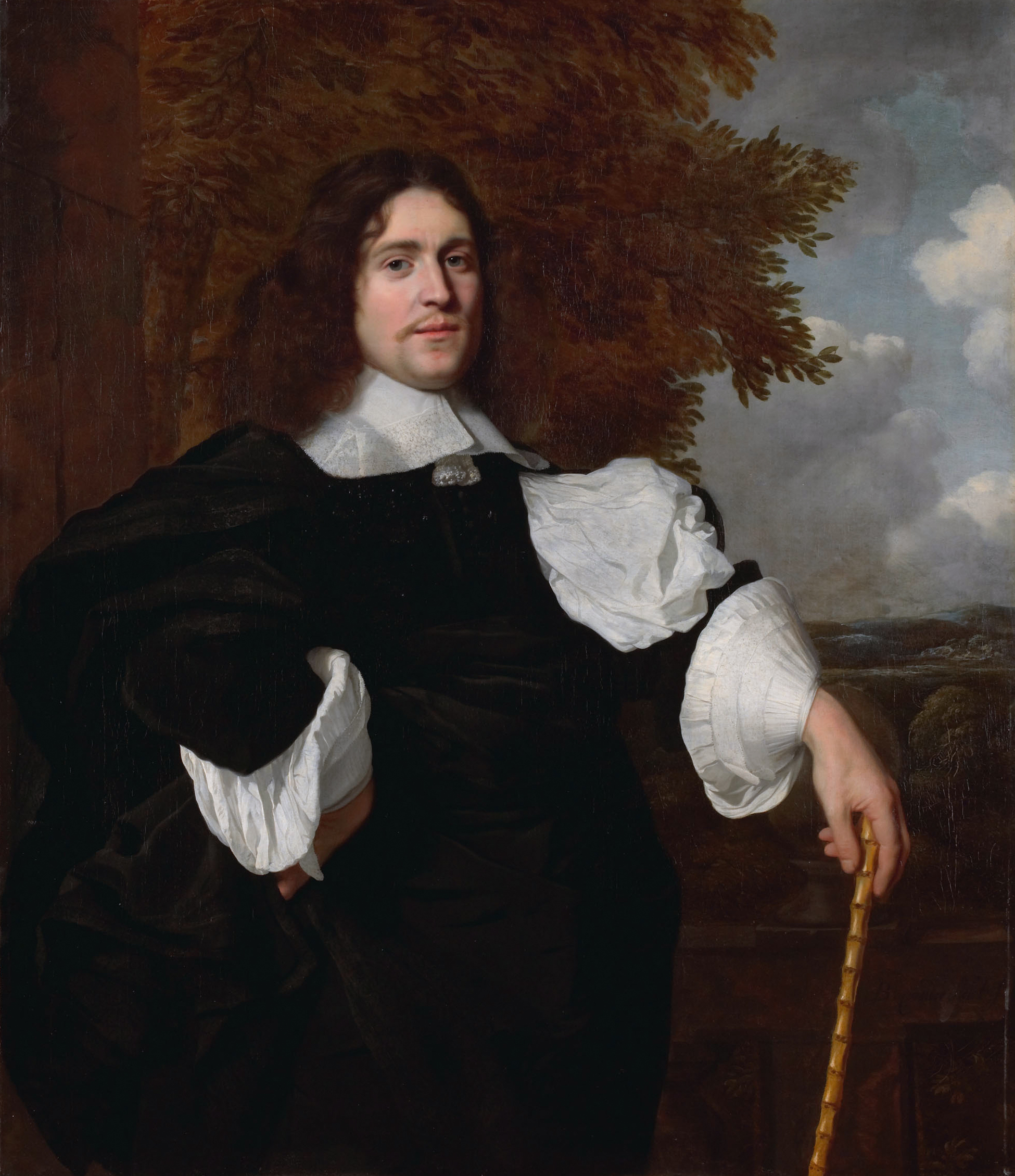
Jacob Trip (1627-1670) (Bartholomeus van der Helst)

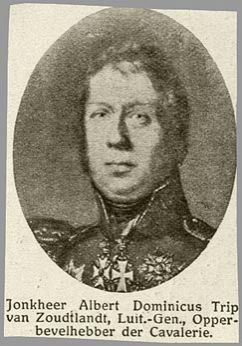
Albert Dominicus Trip van Zoudtlandt (1776-1835)

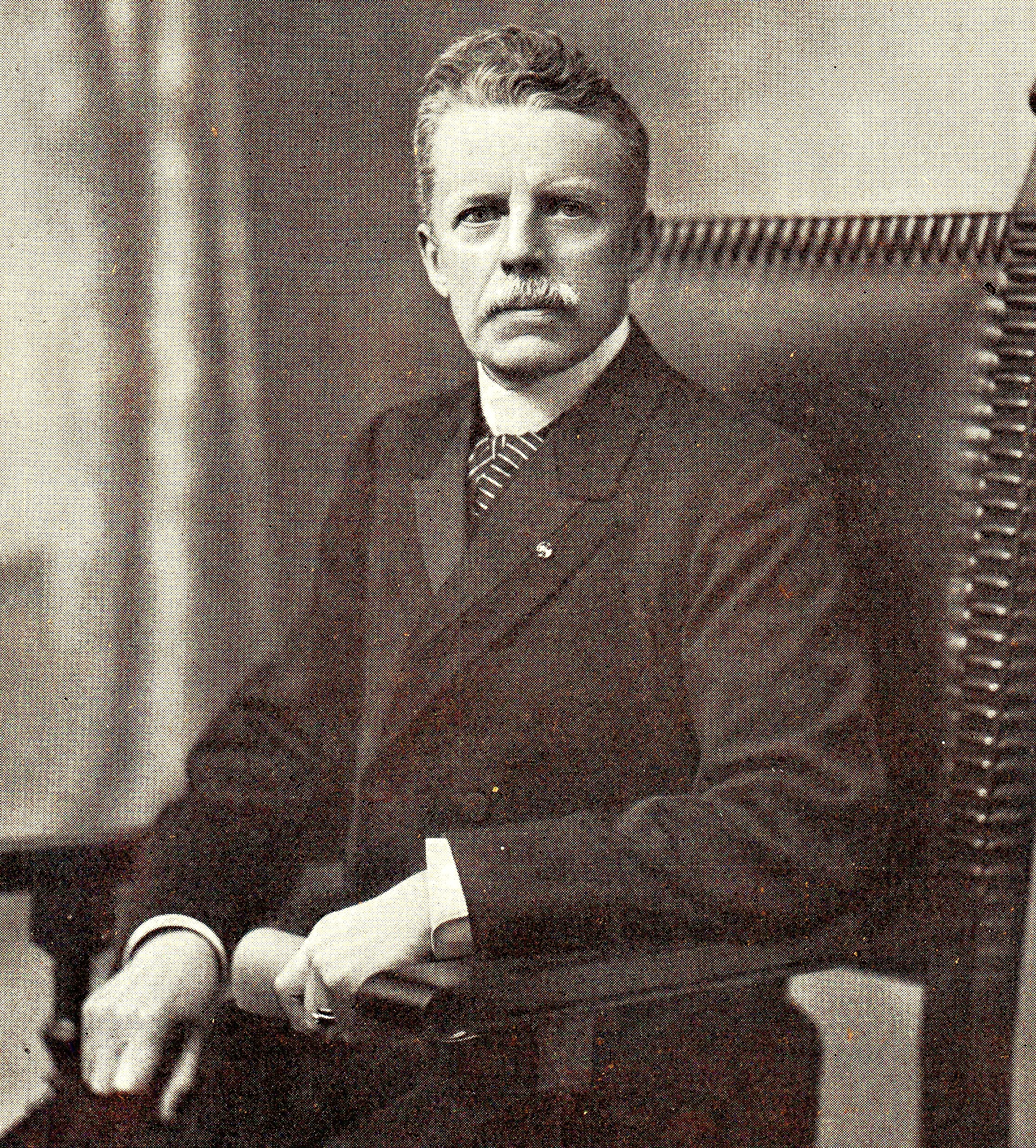
Scato Laman Trip (1843-1914)

- Elias Trip (1570-1636), groothandelaar in geschut, ijzer en koper, bewindhebber V.O.C. Hij trouwde in 1592 met Maria de Geer (1574-1609) uit Luik en in 1611 met Alijdt Adriaensdr (1589-1656) uit Dordrecht. Vervolgens vestigde hij rond 1615 zich in Amsterdam toen hij werd benoemd als bewindhebber van de Vereenigde Oostindische Compagnie. Zijn achterneef Pieter Trip (1579-1655), getrouwd met de weduwe Christina de Graeff (1601-1679), was zijn belangrijkste compagnon. Over de kinderen uit zijn eerste huwelijk valt niet veel te melden, maar de dochters uit zijn tweede huwelijk trouwden allen met een lid van de familie Coymans
  - Sophia Trip (1614-1679); trouwde in 1634 met Johannes Coymans (1601-1657), firmant firma Balthasar Coymans en Broeders. Zij is geschilderd door Bartholomeus van der Helst.
  - Maria Trip (1619-1683); trouwde in 1641 met Balthasar Coymans (1589-1657), die 30 jaar ouder was, en daarna met Pieter Ruysch, geschilderd door Rembrandt. Firmant firma Balthasar Coymans en Broeders
  - Adriaan of Adrianus Trip (1621-1684), trouwde met Adriana de Geer, telg uit de adellijke familie De Geer. Koopman in ijzer, koper en geschut in de Zweedse stad Norrköping. Hij zou in 1646 verhuisd zijn naar Zweden, sinds 1653 Zweeds burger zijn en daar in de adelstand zijn verheven.[3] Het lukte hem de omvangrijke schuld van den Zweedse staat aan het handelshuis Trip te regelen; in het jaar van zijn terugreis naar Nederland ontving hij een schenking van enige boerderijen in het noorden van Halland. Hij of een naamgenoot was betrokken bij de turfexploitatie in Oost-Groningen; zie verder Tripscompagnie.
    - Louis Trip, heer van Warffumborg (1654-1698), trouwde in 1679 met Johanna Margaretha de Geer (1648-1680), telg uit de adellijke familie De Geer. In 1695 kocht hij samen met de jurist Michiel van Bolhuis, het eiland Rottumeroog. Het eiland werd in 1706 verkocht aan Donough MacCarthy.[4]
      - mr. Adriaan Joseph Trip, heer van Vreedenburg (1686-1748), raad van Groningen
        -  Jan Lucas Trip, heer van Vreedenburg (1726-1786), artilleriemeester en majoor van Stad en Lande
          - jhr. Jean Louis Trip, heer van Zoudtlandt (door koop in 1811) (1750-1822), drossaard van Zevenbergen, burgemeester van Hattem
            - jhr. Otto Ernst Gelder Trip van Zoudtlandt (1774-1816), luitenant-kolonel bij de gardes van den Koning van Engeland, adjudant bij het Nederlands Hoofdkwartier 1815
            -  jhr. Albert Dominicus Trip van Zoudtlandt (1776-1835), luitenant-generaal cavalerie, adjudant van den Souvereinen Vorst, commandeur Militaire Willems-Orde
              -  jkvr. Anna Wilhelmina Johanna Sara Trip van Zoudtlandt (1831-1911), laatste telg van de tak Trip van Zoutlandt

          -  jhr. mr. Adriaan Joseph Trip (1755-1833), lid provinciale staten van Groningen, later van Drenthe

      -  mr. Jacob Elias Trip (1688-1719)
        -  mr. Lucas Trip (1713-1783), burgemeester van Groningen, lid van de Staten-Generaal, van gedeputeerde staten van Groningen, van de Generaliteitsrekenkamer, van de provinciale Rekenkamer en van de Raad van State; trouwde in 1738 met Beerta Sibenius (1718-1776), stamouders van de niet-adellijke tak Sibenius Trip
          -  mr. Johan Sibenius Trip (1740-1797), procureur-generaal Hoge Justitiekamer te Groningen
            -  dr. Jacob Trip (1749-1803), kapitein-ingenieur
              - mr. dr. Beerend Trip (1786-1853), advocaat
                - Abrahamina Johanna Trip (1812-1888); trouwde in 1836 met dr. Wolter Robert baron van Höevell (1812-1879), Nederlands koloniaal hervormer en Indisch specialist van de liberalen in de Tweede Kamer
                - Cornelia Francisca Trip (1814-1862); trouwde in 1843 met haar zwager mr. dr. Jacob Diederik baron van Höevell (1814-1885), rector Latijnse school te Dordrecht
                -  mr. Jan Sibenius Trip (1830-1910), procureur-generaal Hooggerechtshof in Nederlands-Indië

              -  Hindrietta Ferdinande Trip (1792-1840); trouwde in 1816 met mr. Berend Wichers (1790-1876), president provinciaal Gerechtshof van Groningen, lid Tweede Kamer der Staten-Generaal, lid gemeenteraad van Groningen

    -  Joseph Trip (Norrköping, 1656-1716), lid van de Admiraliteit van Amsterdam en van Harlingen, lid van gedeputeerde staten van Groningen, secretaris en raadsheer te Groningen. Hij werd in 1675 student in Groningen. Hij trouwde met Beerta Elisabeth Gockinga (1657-1711), en was de stichter van de Groningse tak.[5] Hij woonde in Wildervanck.
      -  Scato Trip (1686-1721), lid Staten-Generaal voor Groningen, lid Raad van State
        - Hindrik Jan Trip (1715-1780), gouverneur van Coevorden 1770, luitenant-generaal 1772
          - Rolijna Maria Trip (1740-1823); trouwde in 1765 Willem Carel Hendrick des H.R.Rijksgraaf van Randwijck (1730-1803), luitenant-generaal infanterie, commandant van Groningen en Nijmegen
          -  mr. Scato Trip (1742-1822)
            -  jhr. mr. Herman Trip (1776-1846), wethouder van Groningen, lid provinciale staten van Groningen
              - jhr. mr. Willem Laman Trip (1809-1873), lid van de ridderschap van Groningen, verkreeg bij KB in 1870 naamstoevoeging van Trip tot Laman Trip, stamvader van de tak Laman Trip
                - jhr. Herman Laman Trip (1840-1928), generaal-majoor infanterie, lid Hoog Militair Gerechtshof, adjudant i.b.d. van Koningin Wilhelmina
                  - jhr. Willem Laman Trip (1877-1972), kolonel titulair infanterie, oud-adjudant en particulier secretaris van Prins Hendrik, adjudant i.b.d. van Koningin Wilhelmina en H. M. de Koningin
                    -  jhr. ir. Rutger Egbert Laman Trip (1905-1985), lid Electriciteitsraad
                      -  jkvr. Nicoline Hobbine Laman Trip (1937), lid provinciale en gedeputeerde staten van Gelderland, burgemeester van Heemstede, fractievoorzitter van de VVD-fractie in de Eerste Kamer

                  - jhr. Scato Laman Trip (1880-1971), luitenant-kolonel infanterie
                    -  jkvr. Anna Maria Jacoba Laman Trip (1917-2002); trouwde in 1947 Jacob Frans Drijfhout van Hooff (1912-1993), schout-bij-nacht, directeur-generaal Loodswezen

                  - jhr. Albert Dominicus Laman Trip (1881-1960), oud-hofmaarschalk van Koningin Wilhelmina, luitenant-kolonel Koninklijke marechaussee, kamerheer i.b.d. van H. M. de Koningin
                    -  jkvr. Française Jacqueline Laman Trip (1921-1988); trouwde in 1944 met mr. Carel baron de Vos van Steenwijk (1919-1999), onder andere lid provinciale staten van Noord-Holland, directeur Europese Investeringsbank

                - jhr. mr. Scato Laman Trip (1843-1914), president Hoge Raad der Nederlanden
                  - jhr. ir. Willem Laman Trip (1877-1943), administrateur Landbouw Hogeschool te Wageningen; trouwde in 1908 met zijn schoonzus Maria Elisabeth verLoren van Themaat (1877-1958), lid van de familie Verloren
                  - jkvr. Antonia Catharina Laman Trip (1879-1970); trouwde in 1904 met prof. mr. dr. Hendrik verLoren van Themaat (1874-1966), burgemeester van Baflo en daarna van Velsen, hoogleraar aan de Universiteit te Stellenbosch
                  -  jhr. mr. Herman Laman Trip (1881-1928); trouwde in 1914 met jkvr. Agathe Henriëtte Maria de Beaufort (1890-1982), historica en letterkundige

                -  jhr. Wihem Laman Trip (1845-1894), lid gemeenteraad van Vlissingen, burgemeester van Leerdam, daarna van Doesburg
                  - jhr. mr. Hendrik Richard Adriaan Laman Trip (1882-1962), burgemeester van Doorwerth

              -  jhr. mr. Hindrik Jan Trip (1811-1876), lid raad en wethouder van Groningen, lid provinciale staten van Groningen
                -  jhr. mr. Hector Livius van Vierssen Trip (1838-1922), naamstoevoeging bij KB van 1873 van Trip tot Van Vierssen Trip, stamvader van de tak Van Vierssen Trip
                  - jhr. mr. dr. Gustaaf Willem van Vierssen Trip (1874-1960), oud-vicepresident arrondissementsrechtbank te Rotterdam, voorzitter Raad van Beroep directe belastingen
                    - jhr. dr. Hector Livius van Vierssen Trip (1906-1993), chirurg, stamvader van de Canadese tak; publiceerde in 1989 The Trip family. An outline of five centuries. Short history of the earlier Trips and an autobiography
                    -  jkvr. Mathilde Stuiveling-van Vierssen Trip (1907-2010), letterkundige; trouwde in 1935 met prof. dr. Garmt Stuiveling (1907-1985), letterkundige en hoogleraar
                      -  Saskia Jenne Stuiveling (1945-2017), lid 1984-2015 en voorzitter 1999-2015 van de Algemene Rekenkamer

                  -  jhr. mr. Hendrik Jan van Vierssen Trip (1877-1954), vicepresident van het Hooggerechtshof van Nederlands-Indië

        -  Hindrik Rudolph Trip (1719-1762), griffier Stad en Lande van Breda, uit wie niet-geadelde takken
          -  Hendrik Rudolph Trip (1757-1837), ontvanger Directe belastingen
            - Hendrik Rudolph Trip (1779-1865), luitenant-generaal artillerie, directeur-generaal van Oorlog, adjudant-generaal van Koning Willem I, lid (vanaf 1839) en voorzitter (1845-1849) van de Eerste Kamer der Staten-Generaal, Ridder Militaire Willems-Orde
            -  Marie Jeanne Florentine Trip (1783-1868); trouwde in 1800 met dr. Johan Franco Beijen (1773-1842), burgemeester van IJsselstein

  - Jacomina Trip (1622-1678) trouwde met Joseph Coymans (1621-1677)
  -  Jacobus Trip (1627-1670), advocaat, trouwde met Elisabeth Bicker en daarna Margaretha Munter (1639-1711)
    - Jan Trip (1664-1732), sinds 1724 heer van Berkenrode[6], onder andere burgemeester van Amsterdam en directeur van de Sociëteit van Suriname; trouwde in 1690 met Margaretha Cesilia Nijs (1671-1699), en hertrouwde in 1713 met Elisabeth Thiellens (1652-1724), vrouwe van Berkenrode
      - Jan Trip de Jonge (1691-1722), trouwde in 1715 met de schatrijke Petronella Wilhelmina van Hoorn, dochter van Joan van Hoorn. Eigenaars van Beeckestijn
      - Sara Maria Trip (1693-1721) trouwde met de weduwnaar Jan Corver (1688-1719)
      -  Jacobus Trip (1695-1729), trouwde met Elisabeth Thielens en 2. Agatha Maria Pancras
        -  Johanna Elisabeth Trip (1719-1750) trouwde in 1738 met Pieter Clifford, eigenaar van de Hartekamp

    - Lucas Trip (1666-1734), burgemeester van Amsterdam in 1720, 1732, 1734. Eigenaar van de buitenplaats Meervliet bij Velsen. Trouwde met Elisabeth Calkoen
      - Dirck Trip (1691-1748), heer van Groet sinds 1730, raad bij de Admiraliteit van Amsterdam op voorspraak van zijn schoonvader Lieve Geelvinck, burgemeester van Amsterdam in 1735, 1742 en 1748. In 1742 de rijkste man in Amsterdam. Bezat het Landgoed Waterland.[7] Trouwde in 1712 met Christina Eijgels en daarna met Agatha Levina Geelvinck.
        - Lucas Trip (1720-1762); zijn weduwe Clara Magdalena DuPeyrou trouwde met Bernhard Siegfried Albinus
        -  Dirck Trip (1734-1763); trouwde met Jacoba Elisabeth van Strijen (1741-1816), bewoonde Herengracht 516 en 518; zijn weduwe hertrouwde Carel George van Wassenaer Obdam

      -  Cornelis Trip (1695-1753), heer van Goudriaan en Langerak, vroedschap en burgemeester van Amsterdam, directeur van de Sociëteit van Suriname 1733-1748, woonde op Herengracht 52, 54, 56, 97 en op Keizersgracht 71, 73 en op 127
        -  Lucas Trip (1720-1752), schepen en directeur van de Sociëteit van Suriname (1749-1751); woonde op de Herengracht bij de Korsjessteeg, Herengracht 539, 609 en Keizersgracht over de Gouden Ketting
          -  Maria Trip, vrouwe van Goudriaan en Langerak (1740-1813); trouwde met mr. Willem Boreel, 7e baronet (1744-1796)

    -  Jacobus Trip (1671-1728), raad bij de Admiraliteit van Amsterdam
      - Margaretha Trip (1699-1778); trouwde in 1720 met Harmen Hendrik van de Poll (1697-1772), directeur van de Sociëteit van Suriname (1727-1750), burgemeester van Amsterdam, werd in 1748 geremoveerd uit de vroedschap; ze bewoonden Herengracht 473 en 619
      -  Jan Trip (1702-1772), bewindhebber van de West-Indische Compagnie; trouwde in 1722 met Elisabeth Johanna Schilthouwer (1705-1738), en hertrouwde in 1739 met Margaretha Agatha van de Poll (1704-1777)
        -  Jacobus Trip (1723-1756), kapitein der burgerij; trouwde in 1748 met Maria Catharina Berewout (1725-1773)
          -  mr. Jan Trip (1753-); trouwde in 1775 met Anna Maria Schuijt (1757-1805)
            - Johanna Frederica Trip (1776-1802); trouwde in 1801 met Willem Karel de Perponcher Sedlnitsky (1775-1857), luitenant-generaal, ridder 4e klasse in de Militaire Willems-Orde
            -  Maria Catharina Trip (1777-1828); trouwde in 1800 met Jan Alewijn, heer van Mijnden en de beide Loosdrechten (1778-1810)
- Jacob Trip (1575-1661); trouwde in 1603 met Margaretha de Geer; beiden geschilderd door Rembrandt. . Het gezin Jacob Trip bleef op Dordrecht georiënteerd. Jacob en Margarita trouwden in Dordrecht, ze werden er begraven en hun zeven kinderen werden er gedoopt, waarvan er vijf ook in Dordrecht trouwden.
  - Jacob Trip (1604-1681), in 1651 door zijn broers uitgekocht voor 200.000 gulden; trouwde in 1634 met Johanna Godin (1606-1648); zij woonden eerst in de Sint Antoniesbreestraat en vanaf 1652 op de Oude Turfmarkt
  - Louis Trip (1605-1684), trouwde in 1631 met Emerentia Hoefslager (1614-1673); zij woonden eerst in de Sint Anthoniesbreestraat, samen met zijn broer Hendrik opdrachtgever en bewoner van het Trippenhuis
    - Jacob Trip (1636-1664), trouwde in 1658 met Margaretha Trip (1637-1711)
    - Louis Trip (1638-1655), vermoedelijk geportretteerd door Ferdinand Bol[8]
    - Margaretha (1640-1714), geschilderd door Bartholomeus van der Helst en door Ferdinand Bol, trouwde in 1659 met Samuel de Marez (1632-1691)
    -  Anna Maria Trip (1652-1681), geschilderd door Ferdinand Bol, trouwde met Wouter Valckenier (1650-1707)

  -  Hendrik Trip (1607-1666); trouwde in 1633 met Cecilia Godin (1607-1637) en in 1646 met Johanna de Geer (1629-1691); hij woonde sinds 1644 op de Oude Turfmarkt en was samen met zijn broer Louis opdrachtgever en bewoner van het Trippenhuis; het echtpaar, maar ook de kinderen, zijn geschilderd door Ferdinand Bol
    - Margaretha Trip (1637-1711), trouwde in 1658 met Jacob Trip (1636-1664) en hertrouwde als weduwe in 1674 met Jan Munter (1634-1713)
    - Matthias Trip (1648-1695), bewoonde het Trippenhuis tussen 1662 en 1683 en trouwde in 1683 met Margaretha Trip, afkomstig uit Dordrecht[9]; ze bewoonden Keizersgracht 643 bij de Reguliersgracht

      - Marie Trip (1687-1732), trouwde in 1711 met de weduwnaar Gerard Bicker (II) van Swieten (1683 of 87-1753)
      -  Johanna Trip (1689-1710), trouwde in 1709 met Joan Corver (1688-1719), broer van Gerrit Corver. Hij trouwde daarna met haar nicht Sara Maria Trip

    - Jacob Trip (1650-1695), bewindhebber van de VOC, bewoonde het Trippenhuis, eigenaar van Meer en Berg in Heemstede[10]
    -  Louis Trip (1653-1707); trouwde met Anna Nuyts (1652-1719) en bewoonden het Trippenhuis. Hij werd in de Westerkerk begraven; zij in de Oosterkerk